# Driving Van Trailer
（意為「駕駛拖車兼貨運車」），簡稱DVT，是英国铁路系统所使用的一种駕駛拖車，其为无动力车厢，车厢一端为驾驶室，车厢其余空间主要为货舱。这一类型的火车车厢用于推拉式列車，一端若加挂这种拖車（另一端为机车），则在换向时无需摘挂机车，也无需在列车头尾均挂机车，只需火车司机交换驾驶室即可。这些优势在尽头式车站体现的尤为明显。

## 概述
DVT全部基于英国铁路3型客车、英国铁路4型客车、英国铁路5型客车平台研制。其中基于英国铁路5型客车平台研制的DVT研制项目于1992年7月終止，未制造任何真车。
DVT定位和之前的英国铁路2型客车带驾驶室开放式二等座车相似，英国铁路2型客车带驾驶室开放式二等座车全部由既有车厢改装而来，DVT全部为新造车厢。DVT第一代设计方案参考了英国铁路2型客车和英国铁路3型客车。DVT第二代设计方案车体宽度更窄，类似英国铁路4型客车，以便用于擺式列車。DVT头型设计类似英国铁路90型电力机车和英国铁路91型电力机车，DVT使用时常搭配这两型电力机车使用。
列车控制信号由DVT搭载的时分多路复用设备编码并多路复用至信号线中，再由机车搭载的时分多路复用设备解码信号控制机车。DVT使用空气制动，由火车司机在驾驶室内控制。如果时分多路复用设备未能被正确识别，列车不一定会失控，这意味着DVT和机车的连接不正常，需要到机车一端驾驶室控制列车。
DVT无任何乘客座椅，因英国当时的有关规定禁止乘客使用速度超过100英里/小时（160千米/小时）的列车头尾车厢。以前的英国人普遍认为动力集中式高速列车不会有太高的可靠性，但后来的实验和实战证明并非如此，比如Advanced Passenger Train和英國鐵路373型電力動車組均是在英国表现良好的动力集中式高速列车。
DVT除驾驶室外的主要空间为货舱，部分DVT除驾驶室外的空间设有行李舱、自行车存放处和列车员办公室。
英国铁路分拆私有化后，既有DVT被分给了多间私营铁路公司使用，比如Wrexham & Shropshire（已结业）曾在倫敦馬里波恩站至Wrexham General railway station区间将英国铁路3型客车和英國鐵路67型柴油機車搭配使用，其中的DVT进行改造以便和新型机车搭配使用。也有铁路业者在DVT上加装柴油发电机。

## 英国铁路3型客车控制车/货车合造车

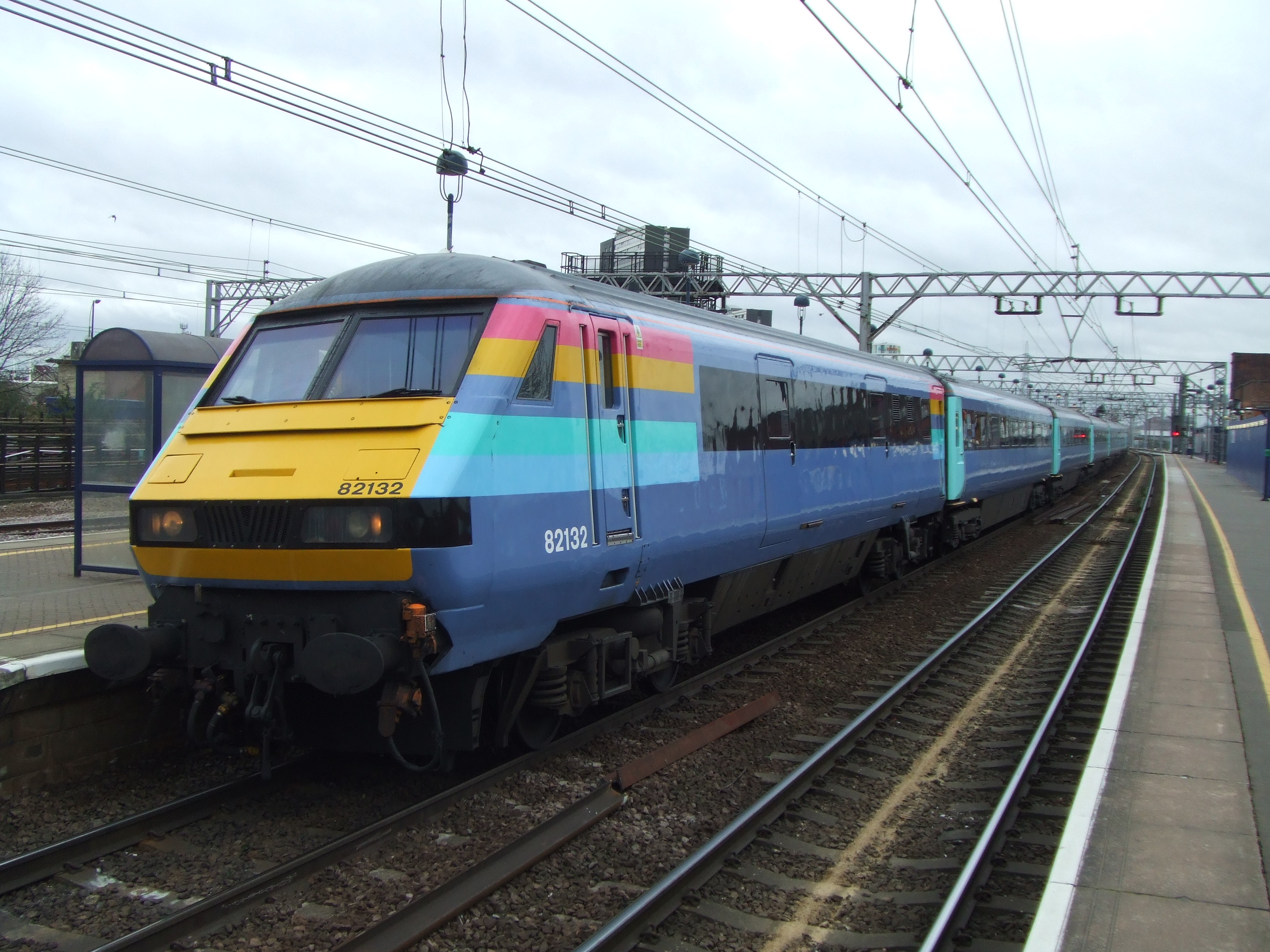
编号为82132的英国铁路3型客车，2008年2月21日

英国铁路3型客车的DVT最初用于西海岸主线，使用Railway Clearing House跳线承载信号，其同时可以支持信号灯和公共广播系统（如車上號誌）。British Rail Class 86和英国铁路87型电力机车必须将旧式跳线改装为Railway Clearing House跳线，以便和DVT搭配使用。部分英国铁路3型客车设有为列车设备供电的发电机。其中一节英国铁路3型客车还被改装为試驗性的英國鐵路19型柴油機車。

### 西海岸城际列车
全部52节英国铁路3型客车均由英国铁路工程公司所属的德比铁路车辆工厂制造，用于和英国铁路2型客车、英国铁路3型客车、British Rail Class 86、英国铁路87型电力机车、英国铁路90型电力机车搭配使用，运行于由伦敦尤斯顿车站出发到达伍爾弗漢普頓站、曼徹斯特皮卡迪利站、利物浦萊姆街站、格拉斯哥中央車站行经西海岸主线的InterCity，并取代了British Rail Class 81、British Rail Class 82、British Rail Class 83、British Rail Class 84、英国铁路85型电力机车。DVT通常位于列车南端，靠近一等座车，以便铁路机车往来于伦敦尤斯顿车站和Willesden Traction Maintenance Depot之间。其中首节车厢于1989年3月交付。
部分英国铁路3型客车]]DVT由英国铁路47型柴油机车牵引，在伍爾弗漢普頓至什魯斯伯里站、克魯站至Holyhead railway station区间运行。这些英国铁路47型柴油机车通常位于列车前端，因为英国铁路47型柴油机车没有办法和英国铁路3型客车DVT联控。
因英国铁路分拆私有化，全部52輛英国铁路3型客车DVT 1994年售予新成立的铁路车辆租赁公司Porterbrook，运营者是维珍铁路，用于InterCity West Coast，直至2003年至2005年间被英國鐵路390型電力動車組取代。2002年，Virgin CrossCountry租用由英国铁路3型客车DVT、英国铁路3型客车車廂、英国铁路47型柴油机车组成的列车在曼彻斯特至Paignton railway station之间提供夏季的周六列车服务。
因格雷里格列車出軌事故导致一列英國鐵路390型電力動車組报废，为填补因此造成的运力缺口，运营单位维珍铁路从English, Welsh & Scottish Railway租借一列由英国铁路90型电力机车、英国铁路3型客车車廂、英国铁路3型客车DVT组成的列车。2008年时的维珍铁路曾考虑租赁两列英國鐵路180型柴聯車，不过最终仍以继续使用英国铁路3型客车。

### 大盎格利亞

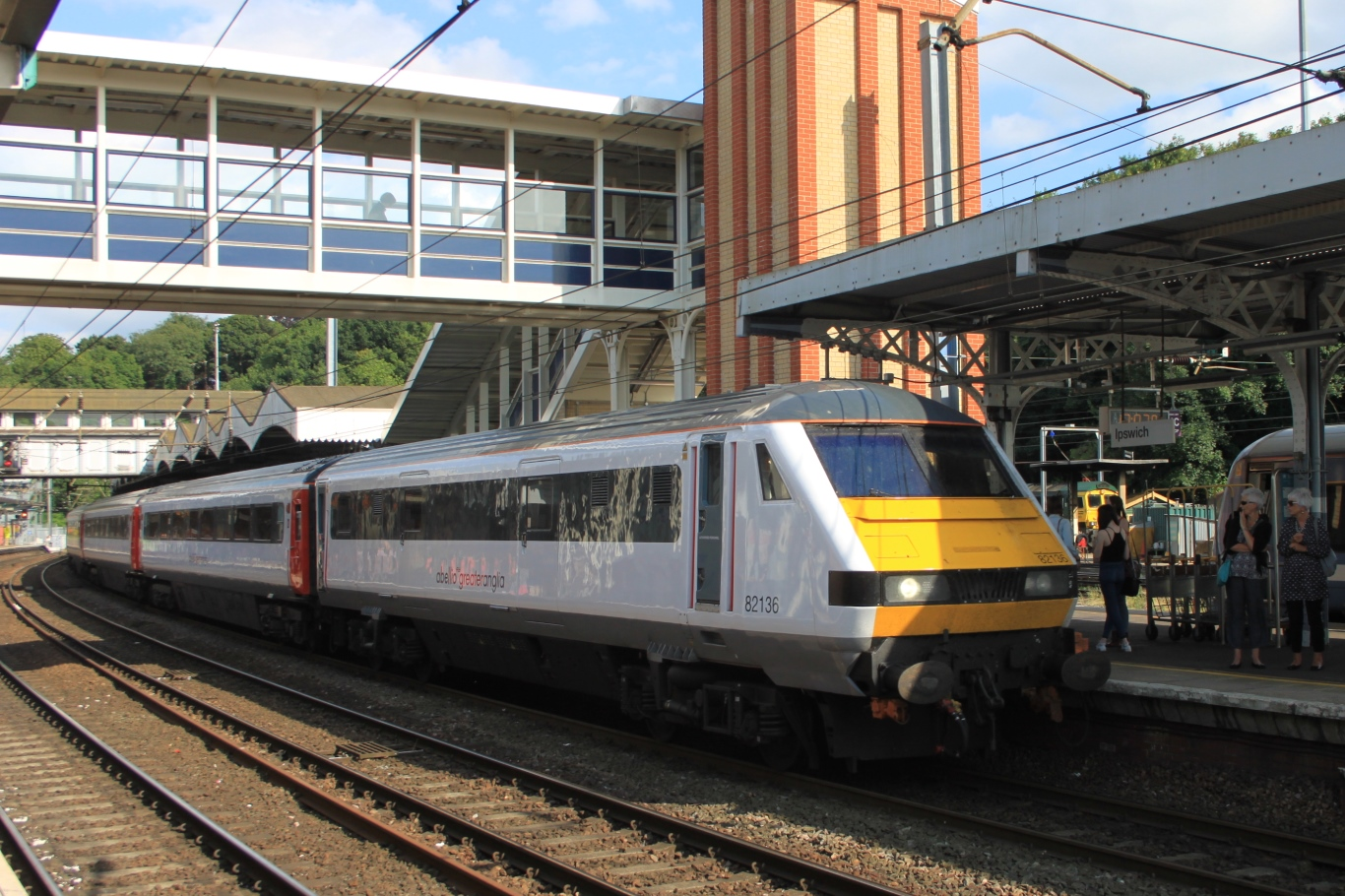
英国铁路业者大盎格利亞使用的编号为82136的英国铁路3型客车控制车/货车合造车在伊普斯維奇站，2014年6月20日

2004年，East Anglia franchise从National Express East Anglia引入一批由英国铁路3型客车DVT、英国铁路3型客车車廂和英国铁路90型电力机车组成的列车，用于大東部幹線伦敦利物浦街车站至诺维奇站区间的列车。这批英国铁路3型客车DVT也和英国铁路47型柴油机车配套使用，在夏季的周六担当诺维奇站的列车。也曾计划在DVT上加装厨房，这一计划最终未实施。全部这批英国铁路3型客车控制车/货车合造车2012年转入大盎格利亞。
2020年1月，British Rail Class 745投入运营。机辆模式列车随之退出运营，2020年3月24日最后一次运行。
列车中的82146通常位于北端，临近车厢为二等座车，这么安排的目的在于便于机车进出諾里奇的Crown Point TMD。

### 銀連
2004年9月至2005年7月间，銀連曾运营两节英国铁路3型客车DVT，用于高峰时段在伦敦尤斯顿车站至北安普頓站区间和DB Cargo UK的英国铁路90型电力机车连挂运行。

### DB Cargo UK
DB Cargo UK的前身English, Welsh & Scottish Railway曾购入编号82146型英国铁路3型客车DVT，于2004年12月开始服务。

### 赫爾鐵路（英语：Hull Trains）
2008年1月，赫爾鐵路曾从Cargo-D处租用编号为82115的英国铁路3型客车“控制车/货车合造车”和英国铁路3型客车中间车组成的列车，用于伦敦国王十字车站至唐卡斯特站经东海岸主线的列车。

### 第一蘇格蘭鐵路
2005年时，第一蘇格蘭鐵路的爱丁堡至北伯立克的列车曾使用由English Welsh & Scottish Railways的英国铁路90型电力机车+原维珍铁路英国铁路3型客车中间车+英国铁路3型客车DVT组成的列车。
Wrexham & Shropshire曾于2008年10月起在倫敦馬里波恩站至雷克瑟姆火车总站的线路上使用由英国铁路3型客车控制车/货车合造车、英国铁路3型客车中间车和英國鐵路67型柴油機車组成的列车。该列车线路开通于2008年4月，开通之初为列车两端挂英國鐵路67型柴油機車，此时的英国铁路3型客车控制车/货车合造车和英國鐵路67型柴油機車正在进行改装以实现两者联控（包括加装美国铁路协会多工系统）。这些英国铁路3型客车控制车/货车合造车的编号号段改为82301至82305。
2010年12月雷克瑟姆、什罗普郡和马里波恩铁路有限公司结业前夕，该公司使用的一列由英国铁路3型客车中间车和英国铁路3型客车控制车/货车合造车组成的列车被奇尔特恩铁路租用，用于伯明翰沼澤街站至伦敦马里波恩站的高峰时刻列车，其中控制车/货车合造车通常挂在列车南端。

### 奇尔特恩铁路
雷克瑟姆、什罗普郡和马里波恩铁路有限公司2011年1月结业后，其所属的英国铁路3型客车控制车/货车合造车转予当时是德铁区域子公司的奇爾特恩鐵路（奇爾特恩鐵路现在是愛瑞發英國列車的子公司），并开始和英国铁路3型客车中间车配套用于伦敦马里波恩站至伯明翰雪山站的列车。这些英国铁路3型客车控制车/货车合造车为了能够联控英国铁路3型客车中间车而进行了改装；并加装了发电机和气压装置，使得列车在未挂机车时也能保证车厢供电和气压系统正常运作（如在终点站时和在库内时）。初期和英國鐵路67型柴油機車配合使用，2014年12月起改为和英國鐵路68型柴油機車配合使用。部分高峰时段列车会延线至基德明斯特站。其中编号为82309的英国铁路3型客车控制车/货车合造车为通过租赁得来，用于高峰时段伦敦马里波恩站至班伯里站的列车。通常情况下控制车/货车合造车挂在列车南端。

### 英国铁路网公司
英国铁路网公司于2013年年初取得了包括编号为82111、82124、82129、82145的多节英国铁路3型客车“控制车/货车合造车”，并被改装为和柴油机车配套使用的测试列车。改装工作包括加装为车载设备供电的柴油发电机。

### 威尔士和边界列车（英语：Wales & Borders）
阿瑞瓦威爾斯鐵路2012年3月引入3节英国铁路3型客车控制车/货车合造车（编号：82306、82307、82308）和配套的英国铁路3型客车中间车、英國鐵路67型柴油機車用于霍利希德站至加迪夫中央车站的优选旅客列车。这些列车也被用于由克魯站和曼徹斯特皮卡迪利站始发终到霍利希德站和蘭迪德諾站的列车。全部这3节英国铁路3型客车DVT2018年10月转至Transport for Wales Rail下属的Wales & Borders。这批列车全部于2020年7月退役。2020年7月，编号为82306和82308的英国铁路3型客车DVY出售给了Rail Operations Group。

### 车厢一览表
| 图例 | 使用中 | 保存中 | 封存中 | 已拆解 | 其它用途 |

| 初始编号 | 新编号 | 英文原名名称                   | 中文名称                | 使用者/所有者          | 涂装                             | 现状     | 备注                                                                                      | 图片 |
| -------- | ------ | ------------------------------ | ----------------------- | ---------------------- | -------------------------------- | -------- | ----------------------------------------------------------------------------------------- | ---- |
| 82101    | –      | Wembley Depot Quality Approved |                         | –                      | 维珍铁路西海岸涂装               | 已拆解   | 由C·F·布斯有限公司拆解。                                                                  |      |
| 82101    | –      | 101 Squadron                   | 英國皇家空軍第101中隊号 | –                      | 维珍铁路西海岸涂装               | 已拆解   | 由C·F·布斯有限公司拆解。                                                                  |      |
| 82102    | –      | –                              |                         | –                      | –                                | 已拆解   | 2020年5月由西姆斯有限公司在英国威尔士的纽波特拆解。                                       |      |
| 82103    | –      | –                              |                         | –                      | –                                | 已拆解   | 曾被改装为铁路黏着力实验车（见右图）。2020年5月由西姆斯有限公司在英国威尔士的纽波特拆解。 |      |
| 82104    | 82309  | –                              |                         | 奇爾特恩鐵路           | 奇爾特恩鐵路干线涂装             | 使用中   | 改装为发电车。                                                                            |      |
| 82105    | –      | –                              |                         | –                      | –                                | 已拆解   | 2020年5月由西姆斯有限公司在英国威尔士的纽波特拆解。                                       |      |
| 82106    | –      | –                              |                         | –                      | –                                | 已拆解   | 2019年2月由C·F·布斯有限公司拆解。                                                         |      |
| 82107    | –      | –                              |                         | –                      | 大盎格利亞涂装                   | 封存中   |                                                                                           |      |
| 82108    | 82308  | –                              |                         | 铁路运营集团           | 阿瑞瓦威爾斯鐵路涂装             | 封存中   |                                                                                           |      |
| 82109    | –      | –                              |                         | –                      | –                                | 已拆解   |                                                                                           |      |
| 82110    | –      | –                              |                         | –                      | 维珍铁路西海岸涂装               | 已拆解   | 2019年由C·F·布斯有限公司拆解，驾驶室得到保留。                                            |      |
| 82111    | –      | –                              |                         | 英国铁路网公司         | 英国铁路网公司黄色涂装           | 封存中   | 改装为测试列车，现封存于朗馬斯頓。                                                        |      |
| 82112    | –      | –                              |                         | 中诺福克铁路           | 大盎格利亞涂装                   | 保存中   | 现所有方为中诺福克铁路。                                                                  |      |
| 82113    | 19001  | –                              |                         | –                      | 蓝色涂装                         | 其它用途 | 改装为实验性的英国铁路19型柴油机车，运行于博涅斯及肯尼爾鐵路。                            |      |
| 82114    | –      | –                              |                         | 北安普顿和长镇铁路     | 大盎格利亞涂装                   | 保存中   | 保存于北安普顿和长镇铁路，现已改装为发电车。                                              |      |
| 82115    | –      | Liverpool Chamber of Commerce  | 利物浦约翰摩尔斯大学号  | DATS                   | 英国铁路蓝色涂装                 | 封存中   | 封存于莱斯特。                                                                            |      |
| 82116    | –      | –                              |                         | –                      | –                                | 已拆解   | 曾封存于朗馬斯頓，现已由C·F·布斯有限公司在罗瑟勒姆拆解。                                  |      |
| 82117    | 82301  | –                              |                         | 奇爾特恩鐵路           | 奇爾特恩鐵路干线涂装             | 使用中   | 改装为发电车。                                                                            |      |
| 82118    | –      | Britannia                      | 不列颠尼亚号            | 克鲁遗产中心           | 大盎格利亞涂装                   | 保存中   | 用于静态展出。                                                                            |      |
| 82119    | –      | –                              |                         | –                      | –                                | 已拆解   | 因严重腐蚀，2005年在卡尔文特军事基地解体。                                                |      |
| 82120    | –      | Liverpool Chamber of Commerce  | 利物浦商会号            | –                      | –                                | 已拆解   | 曾封存于朗馬斯頓朗馬斯頓，现已由C·F·布斯有限公司在罗瑟勒姆拆解。                          |      |
| 82121    | –      | Carlisle Cathedral             | 卡萊爾座堂號            | 科恩谷铁路             | 大盎格利亞涂装                   | 保存中   | 保存於科恩谷铁路。                                                                        |      |
| 82122    | –      | –                              |                         | –                      | –                                | 已拆解   | 2019年由C·F·布斯有限公司在罗瑟勒姆拆解。                                                  |      |
| 82123    | –      | –                              |                         | –                      | –                                | 已拆解   | 2019年由C·F·布斯有限公司在罗瑟勒姆拆解。                                                  |      |
| 82124    | –      | The Girls' Brigade             | 基督女少年军号          | 英国铁路网公司         | 英国铁路网公司黄色涂装           | 封存中   | 改装为测试列车，现封存于朗馬斯頓。                                                        |      |
| 82125    | –      | –                              |                         | 私人持有               | 维珍铁路西海岸涂装（前脸已重涂） | 保存中   | 2019年起在中诺福克铁路用作支持车厢。                                                      |      |
| 82126    | –      | Wembley Traincare Depot        | 温布利列车保养厂号      | –                      | 维珍铁路西海岸银色涂装           | 已拆解   | 由C·F·布斯有限公司拆解。                                                                  |      |
| 82127    | -      | Abraham Darby                  | 亚伯拉罕·达比号         | 铁路机车服务有限公司   | InterCity涂装                    | 封存中   |                                                                                           |      |
| 82128    | –      | –                              |                         | –                      | –                                | 已拆解   | 2012年12月由C·F·布斯有限公司在罗瑟勒姆拆解。                                              |      |
| 82129    | –      | –                              |                         | 英国铁路网公司         | 英国铁路网公司黄色涂装           | 封存中   | 改装为测试列车，现封存于朗馬斯頓。                                                        |      |
| 82130    | 82304  | –                              |                         | 奇爾特恩鐵路           | 奇爾特恩鐵路干线涂装             | 使用中   | 改装为发电车。                                                                            |      |
| 82131    | 82307  | –                              |                         | 威尔士铁路公司         | 阿瑞瓦威爾斯鐵路涂装             | 封存中   |                                                                                           | .    |
| 82132    | –      | West Midlands Industry '96     | 西米德兰工业96号        | –                      | –                                | 已拆解   | 2020年5月由西姆斯有限公司在英国威尔士的纽波特拆解。                                       |      |
| 82133    | –      | –                              |                         | 中诺福克铁路           | 大盎格利亞涂装                   | 保存中   | 现所有方为中诺福克铁路。                                                                  |      |
| 82134    | 82305  | –                              |                         | 奇爾特恩鐵路           | 奇爾特恩鐵路干线涂装             | 使用中   | 改装为发电车。                                                                            |      |
| 82135    | 82303  | Spirit of Cumbria              | 坎布里亚精神号          | 奇爾特恩鐵路           | 奇爾特恩鐵路干线涂装             | 使用中   | 改装为发电车。用于零件提供车厢。                                                          |      |
| 82136    | –      | –                              |                         | DATS                   | 大盎格利亞涂装                   | 封存中   | 封存于莱斯特。                                                                            |      |
| 82137    | –      | –                              |                         | –                      | –                                | 已拆解   | 曾封存于朗馬斯頓，现已由C·F·布斯有限公司拆解。                                            |      |
| 82138    | –      | –                              |                         | –                      | 维珍铁路西海岸涂装               | 保存中   | 由大中央铁路保存。                                                                        |      |
| 82139    | –      | –                              |                         | 铁路机车服务有限公司   | 城际列车燕子涂装                 | 使用中   | 后曾使用86101、87002、90001和90002这四个编号。                                            |      |
| 82140    | –      | –                              |                         | –                      | –                                | 已拆解   | 2015年1月由C·F·布斯有限公司在罗瑟勒姆拆解。                                               |      |
| 82141    | –      | –                              |                         | –                      | –                                | 已拆解   | 曾封存于朗馬斯頓，现已由C·F·布斯有限公司拆解。                                            |      |
| 82142    | –      | –                              |                         | –                      | –                                | 已拆解   |                                                                                           |      |
| 82143    | –      | –                              |                         | 大曼彻斯特消防救援服务 | 大盎格利亞涂装                   | 其它用途 | 用于消防员训练使用                                                                        |      |
| 82144    | 82306  | –                              |                         | –                      | 阿瑞瓦威爾斯鐵路涂装             | 保存中   | 由大中央鐵路保存。                                                                        |      |
| 82145    | –      | –                              |                         | 英国铁路网公司         | 英国铁路网公司黄色涂装           | 封存中   | 改装为测试列车，现封存于朗馬斯頓朗馬斯頓。                                                |      |
| 82146    | –      | –                              |                         | 德国铁路货运英国公司   | 德国铁路货运英国公司银色涂装     | 使用中   |                                                                                           |      |
| 82147    | –      | The Red Devils                 | 红魔号                  | –                      | –                                | 已拆解   |                                                                                           |      |
| 82148    | –      | International Spring Fair      |                         | –                      | –                                | 已拆解   | 曾封存于朗馬斯頓，现已由C·F·布斯有限公司拆解。                                            |      |
| 82149    | –      | 101 Squadron                   | 英國皇家空軍第101中隊号 | –                      | –                                | 已拆解   | 2022年由西姆斯有限公司在英国威尔士的纽波特拆解。                                          |      |
| 82150    | –      | –                              |                         | –                      | 维珍铁路西海岸涂装               | 封存中   | 封存于朗馬斯頓，现已从英国铁路网公司除籍。                                                |      |
| 82151    | 82302  | –                              |                         | 奇爾特恩鐵路           | 奇爾特恩鐵路干线涂装             | 使用中   | 改装为发电车。                                                                            |      |
| 82152    | –      | –                              |                         | –                      | –                                | 已拆解   | 2020年5月由西姆斯有限公司在英国威尔士的纽波特拆解。                                       |      |

- 注：其中命名英国铁路3型客车控制车/货车合造车名称已停止使用。

## 英国铁路4型客车控制车/货车合造车

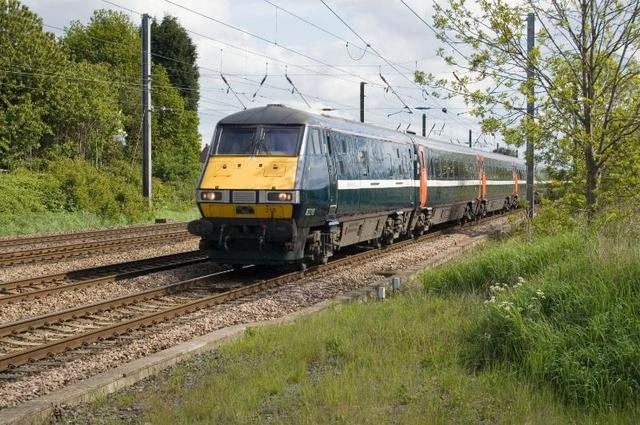
图中车头即为東海岸全國特快使用的英国铁路4型客车控制车/货车合造车。
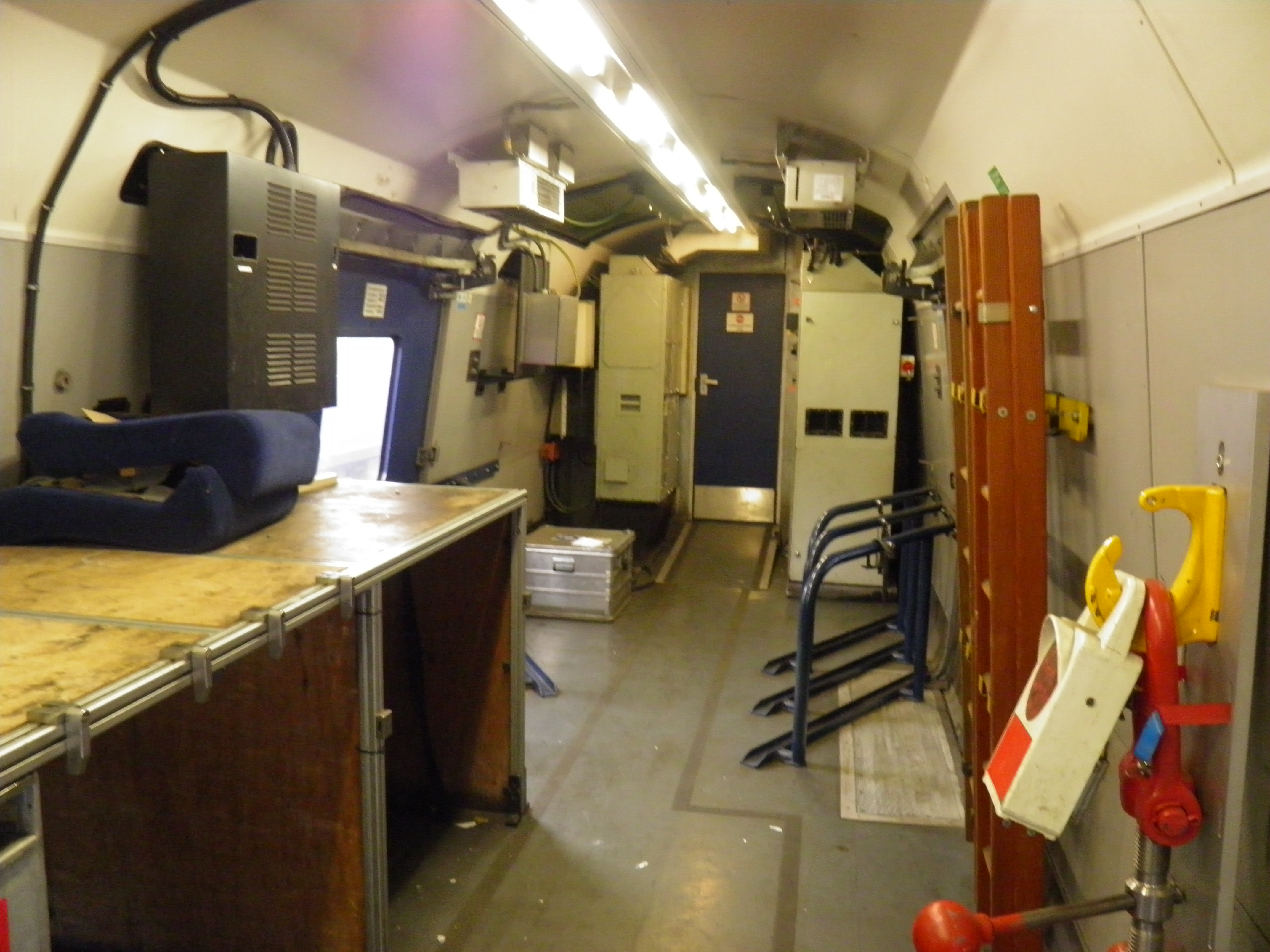
倫敦東北鐵路公司使用的英国铁路4型客车控制车/货车合造车内部。

英国铁路4型客车的“控制车/货车合造车”共制造32节，用于动力集中式高速电力动车组城際225型電力動車組一端控制车（另一端为全列唯一的动力车英国铁路91型电力机车）。英国铁路4型客车控制车/货车合造车由都城嘉慕在沃什伍德希思的工厂制造，车体制造被分包给了意大利厄内斯托·百瑞达公司。城際225型電力動車組运行线路包括东海岸主线，是东海岸主线伦敦国王十字车站至利兹站、愛丁堡威瓦利站、格拉斯哥中央車站区间电气化工程的一部分。城際225型電力動車組动力车和英国铁路4型客车的“控制车/货车合造车”之间装有贯穿全列传送时分多路复用信号符合国际铁路联盟标准的屏蔽联控线缆，以实现在列车两端均设有驾驶室，英国铁路89型电力机车和英国铁路90型电力机车也采用类似设计。城際225型電力動車組离开伦敦时，铁路机车多面向北面，只有少数例外，因为英国铁路91型电力机车前维保基地磅林车厂和现维保基地内维尔山车辆段均位于伦敦国王十字车站以北至利茲站之间，采用此种安排英国铁路91型电力机车进出车辆段最为便利。

### 东海岸城际列车
全部32节英国铁路4型客车控制车/货车合造车均被用于InterCity。作为英国铁路分拆私有化的一部分，全部32节英国铁路4型客车控制车/货车合造车均出售给了埃弗肖特铁路集团，后续使用单位包括城际东海岸、英国大东北铁路公司、東海岸全國特快、英国东海岸铁路公司、维珍列车东海岸、倫敦東北鐵路公司。2001年2月，编号为82221的英国铁路4型客车控制车/货车合造车在塞尔比火车撞车事故严重损坏，后拆解报废。英国铁路4型客车控制车/货车合造车通常挂在列车南端，靠近一等座车，以便另一端的铁路机车在伦敦国王十字车站以北的磅林车厂和利兹的内维尔山车厂。
随着英國鐵路800型動車組和英國鐵路801型電力動車組的交付，英国铁路4型客车控制车/货车合造车自2019年5月开始批量退役。倫敦東北鐵路公司最初计划2020年底退役全部InterCity 225，但倫敦東北鐵路公司后改为保留10列至2021年底，以用于增加车次。

### 大中央鐵路
大中央鐵路曾使用由英国铁路4型客车DVT+6节中间车+英国铁路90型电力机车组成的列车开行伦敦尤斯顿车站至黑潭北站的列车。该列车线路于2020年9月10日因新冠疫情导致的旅客减少停运。该公司全部5节英国铁路4型客车控制车/货车合造车2021年出售给了威尔士铁路公司。

### 威尔士铁路公司（英语：Transport for Wales Rail）
威尔士铁路公司2021年9月引入3列由4节英国铁路4型客车中间车+1节英国铁路4型客车控制车/货车合造车组成的列车用于霍利希德站至加迪夫中央車站的优选旅客列车。这批列车为威尔士铁路公司2021年从大中央鐵路购入。

### 大联合列车（英语：Grand Union (train operating company)）
大联合列车曾计划使用由英国铁路91型电力机车+英国铁路4型客车中间车+1节英国铁路4型客车控制车/货车合造车组成的列车，运营伦敦帕丁顿车站至加迪夫中央車站以及伦敦尤斯顿车站至斯特靈站的列车。该计划最终于2021年2月被英国铁路与公路办公室否决。

### 车厢一览表
| 图例 | 使用中 | 封存中 | 已拆解 |

、
| 编号  | 中英文名称         | 使用者/所有者       | 涂装                                   | 现状   | 备注                                                                         | 图片 |
| ----- | ------------------ | ------------------- | -------------------------------------- | ------ | ---------------------------------------------------------------------------- | ---- |
| 82200 |                    | 威尔士铁路公司      | 国殇纪念日涂装                         | 封存中 | 因哈特菲尔德铁路事故而封存。                                                 |      |
| 82201 |                    | 威尔士铁路公司      |                                        | 使用中 |                                                                              |      |
| 82202 |                    | –                   | –                                      | 已拆解 | 由西姆斯有限公司在英国威尔士的纽波特拆解。                                   |      |
| 82203 |                    | -                   | -                                      | 已拆解 | 2020年由西姆斯有限公司在赫尔河畔金斯顿拆解。                                 |      |
| 82204 |                    | 威尔士铁路公司      |                                        | 封存中 | 封存于哈里·尼德尔铁路公司在沃克索普的设施内。                                |      |
| 82205 | Flying Scotswoman  | 倫敦東北鐵路公司    | 倫敦東北鐵路公司涂装                   | 使用中 | 飞翔的苏格兰女人号这一名称已停止使用。                             |      |
| 82205 | 飞翔的苏格兰女人号 | 倫敦東北鐵路公司    | 倫敦東北鐵路公司涂装                   | 使用中 | 飞翔的苏格兰女人号这一名称已停止使用。                             |      |
| 82206 |                    | 威尔士铁路公司      |                                        | 封存中 | 封存于哈里·尼德尔铁路公司在沃克索普的设施内。                                |      |
| 82207 |                    | 倫敦東北鐵路公司    | 倫敦東北鐵路公司涂装                   | 封存中 | 2021年6月17日转移至西姆斯有限公司在纽波特的设施内。                          |      |
| 82208 |                    | 倫敦東北鐵路公司    | 倫敦東北鐵路公司涂装                   | 使用中 |                                                                              |      |
| 82209 |                    | 倫敦東北鐵路公司    | 倫敦東北鐵路公司涂装                   | 已拆解 |                                                                              |      |
| 82210 |                    | 哈里·尼德尔铁路公司 |                                        | 封存中 | 封存于哈里·尼德尔铁路公司在沃克索普的设施内。                                |      |
| 82211 |                    | 倫敦東北鐵路公司    | 倫敦東北鐵路公司涂装                   | 使用中 |                                                                              |      |
| 82212 |                    | 倫敦東北鐵路公司    | 倫敦東北鐵路公司涂装                   | 使用中 |                                                                              |      |
| 82213 |                    | 倫敦東北鐵路公司    | 倫敦東北鐵路公司涂装                   | 使用中 |                                                                              |      |
| 82214 |                    | 倫敦東北鐵路公司    | 倫敦東北鐵路公司涂装                   | 使用中 |                                                                              |      |
| 82215 |                    | 倫敦東北鐵路公司    | 倫敦東北鐵路公司涂装                   | 使用中 |                                                                              |      |
| 82216 |                    | 威尔士铁路公司      | 威尔士铁路公司涂装                     | 使用中 |                                                                              |      |
| 82217 |                    | –                   | –                                      | 已拆解 | 2020年7月由西姆斯有限公司在赫尔河畔金斯顿拆解。                              |      |
| 82218 |                    | 哈里·尼德尔铁路公司 |                                        | 封存中 | 封存于哈里·尼德尔铁路公司在沃克索普的设施内。                                |      |
| 82219 |                    | -                   | -                                      | 已拆解 | 由西姆斯有限公司在英国威尔士的纽波特拆解。                                   |      |
| 82220 |                    | 倫敦東北鐵路公司    | 倫敦東北鐵路公司涂装                   | 封存中 | 封存于Landore TMD                                                            |      |
| 82221 |                    | –                   | –                                      | 已拆解 | 因2001年2月28日塞尔比火车撞车事故中和运煤火车相撞而拆解报废。                |      |
| 82222 |                    | 倫敦東北鐵路公司    | 倫敦東北鐵路公司涂装                   | 使用中 |                                                                              |      |
| 82223 |                    | 倫敦東北鐵路公司    | 倫敦東北鐵路公司涂装                   | 使用中 |                                                                              |      |
| 82224 |                    | 倫敦東北鐵路公司    | 倫敦東北鐵路公司涂装                   | 封存中 | 2021年4月1日转移至西姆斯有限公司在赫尔河畔金斯顿的设施内。                   |      |
| 82225 |                    | 倫敦東北鐵路公司    | 倫敦東北鐵路公司涂装                   | 使用中 |                                                                              |      |
| 82226 |                    | 威尔士铁路公司      | 威尔士铁路公司威尔士空中救护车特别涂装 | 使用中 | 曾封存于加的夫坎纳车厂。2021年修复后涂装改为英国阿尔茨海默症协会威尔士涂装。 |      |
| 82227 |                    | 威尔士铁路公司      | 大中央鐵路涂装                         | 使用中 |                                                                              |      |
| 82228 |                    | -                   | -                                      | 已拆解 | 2020年9月由西姆斯有限公司在赫尔河畔金斯顿拆解。                              |      |
| 82229 |                    | 威尔士铁路公司      | 威尔士铁路公司涂装                     | 使用中 |                                                                              |      |
| 82230 |                    | 威尔士铁路公司      | 大中央鐵路涂装                         | 使用中 |                                                                              |      |
| 82231 |                    | 倫敦東北鐵路公司    | 倫敦東北鐵路公司涂装                   | 封存中 | 封存于哈里·尼德尔铁路公司在沃克索普的设施内。                                |      |

## 英国铁路5型客车控制车/货车合造车
英国铁路5型客车控制车/货车合造车为动力集中式客运动车组城际250型电力动车组一端的控制车，该型动车组动力全部集中于另一端英国铁路93型电力机车。英国铁路5型客车的“控制车/货车合造车”内设驾驶室、行李舱、厨房。城际250型电力动车组研制项目于1990年11月公布，1992年7月下马。截至城际250型电力动车组研制项目下马，包括英国铁路5型客车控制车/货车合造车在内的城际250型电力动车组未制造任何真车。

## 事故
在“控制车/货车合造车”30多年的运行周期里，“控制车/货车合造车”涉及两起严重事故：一起是2000年10月17日的哈特菲尔德火车出轨事故，涉及编号为82200的“控制车/货车合造车”；另一起是2001年2月的塞尔比火车撞车事故，涉及编号为82221的“控制车/货车合造车”。上述两起事故中涉及的82200号“控制车/货车合造车”最终被封存，涉及的82221号“控制车/货车合造车”最终拆解报废。没有任何事故由“控制车/货车合造车”本身造成。